# Élections générales téneliennes de 2015
Les élections générales téneliennes de 2015 ont lieu le 30 novembre 2015 afin d'élire la 48e législature de la Chambre d'assemblée de Terre-Neuve-et-Labrador.
Le Parti libéral de Dwight Ball remporte une large victoire et défait le Parti progressiste-conservateur du premier ministre Paul Davies, au pouvoir pendant trois mandat consécutif. Le Nouveau Parti démocratique d'Earle McCurdy remporte 2 sièges mais McCurdy n'est pas élu à la Chambre d'assemblée.

## Députés qui ne se représentent pas
Progressistes-conservateurs
- Felix Collins, Placentia–St. Mary's[1]
- John Dinn, Kilbride
- Vaughn Granter, Humber-Ouest [2]
- Tom Hedderson, Harbour Main [3]
- Ray Hunter, Grand Falls-Windsor-Green Bay South[4]
- Clyde Jackman, Burin-Placentia-Ouest [5]
- Darin King, Grand Bank [6]
- Susan Sullivan, Grand Falls-Windsor-Buchans [7]
- Wade Verge, Lewisporte[8]
- Ross Wiseman, Trinity-Nord[9]

Libéraux
- Jim Bennett, St. Barbe [10]
- Stelman Flynn, Humber-Est [11]
- Sam Slade, Carbonear-Harbour Grace [12]

Néo-démocrates
- George Murphy, St. John's Est[13]